# Лерой, Анастейша
Анастейша Натали Лерой (англ. Anastasia Natalie Le-Roy; род. 11 сентября 1987) — ямайская легкоатлетка, которая специализируется в спринтерских дисциплинах, призер мировых и континентальных первенств в спринтерских (преимущественно эстафетных) дисциплинах.

## Биография
На чемпионате мира 2007 года в Осаке завоевала серебро в эстафете 4×400 метров, бежала только на предварительном этапе.
На чемпионате мира 2015 года в Пекине победила в эстафете 4×400 метров в составе сборной Ямайки, бежала только на предварительном этапе.
На чемпионате мира 2019 года завоевала «бронзу» в женской эстафете 4×400 метров, приняв участие и в предварительном забеге, и в финале.